# Francesc Vallès Vives
Francesc Vallès Vives (Reus, Baix Camp, 6 de juliol de 1971) és casat i té dos fills. Ha sigut secretari d'Estat de Comunicació entre 2021 i 2024. És membre del PSC de Reus.

## Biografia
Llicenciat en Dret per la Universitat Autònoma de Barcelona (1994). L'any 1998 obté una beca per cursar un màster en Dret a la Universitat de Georgetown a Washington (2000) i l'any 2002 obté el doctorat en dret per la UAB amb la tesi titulada Control extern de la despesa pública i Estat constitucional, que va obtenir el primer premi Enric Prat de la Riba de l'Escola d'Administració Pública de Catalunya a la millor Tesi Doctoral llegida a Catalunya l'any 2002. És professor de dret Constitucional de la Universitat Autònoma de Barcelona. Entre 2016 i 2017 va publicar articles d'opinió per al Periódico de Catalunya.
Des de l'any 2004 és diputat al Congrés per la circumscripció de Tarragona. Ha estat el coordinador dels diputats i senadors del PSC a les Corts Generals des de l'any 2008 fins al 2013. Fou portaveu adjunt del Grup Parlamentari Socialista al Congrés. El març d'aquest any és escollit per l'assemblea local del PSC com a alcaldable a l'Ajuntament de Reus a les eleccions municipals de 2015 on no obtingué bons resultats amb diversos càrrecs locals imputats en el Cas Innova. El 13 de gener de 2016 abandona el Congrés i més tard, al mes de novembre, dimiteix com a regidor i portaveu del grup socialista al consistori de Reus. Ja al 2017 deixa de liderar el PSC de la seva ciutat i traspassa la posició de Primer Secretari a Andreu Martín Martínez.
El juliol de 2021 fou escollit per Pedro Sánchez per a substituir el periodista Miguel Ángel Oliver al capdavant de la secretaria d'Estat de Comunicació.
Fou el responsable d'anar informant de l'evolució de participació durant les eleccions generals espanyoles de 2023, des del centre de dades que es va fer a IFEMA. El novembre de 2023 es va confirmar que continuava al càrrec de la Secretaria d'Estat de Comunicació. Va deixar el càrrec el desembre de 2024 i fou reemplaçat per Ion Antolín Llorente.